# Percy Marmont

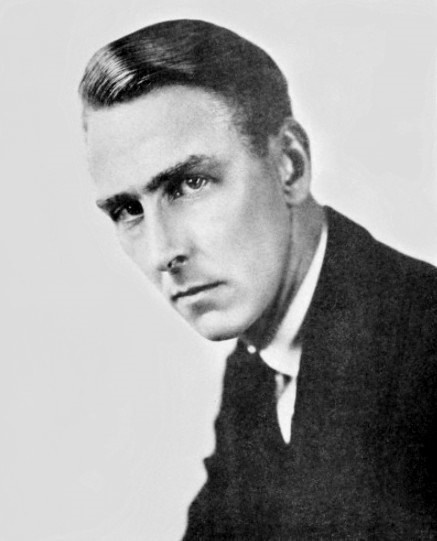
Marmont etwa 1920

Percy Garfield Marmont (* 25. November 1883 in London; † 3. März 1977 in Northwood, Vereinigtes Königreich) war ein britischer Schauspieler.

## Leben
Marmont hatte seit der Jahrhundertwende bereits einige Erfolge an Londoner Bühnen verzeichnen können und war auch auf Theatertourneen gegangen, die ihn bis nach Südafrika (ab 1913) und Australien (1917) führten. Hier gab Marmont 1917, der im Jahr zuvor in einer südafrikanischen Produktion erstmals als Statist vor der Kamera gestanden hatte, auch sein reguläres Filmdebüt. Noch im selben Jahr erreichte Marmont die Vereinigten Staaten und gab am New Yorker Broadway seinen Einstand an einer US-Bühne. Im Jahr darauf ging Marmont nach Los Angeles, wo er seine Filmarbeit fortsetzte. Percy Marmont wurde zunächst mit Rollen edler Helden und romantischer Liebhaber bedacht, ohne allzu großen Eindruck zu hinterlassen. Mit seinem Part des Mark Sabre in „Wenn der Winter kommt…“ konnte er ersten großen Erfolg in den USA verzeichnen, zwei Jahre später (1925) sah man Marmont als Titelhelden in Victor Flemings Stummfilmversion von Joseph Conrads „Lord Jim“. Wieder ein Jahr darauf war er der Filmpartner Clara Bows in „Der Weiberfeind“.
Seit 1928 wieder daheim in Großbritannien, setzte Percy Marmont seine Filmtätigkeit fort. Hier spielte er Offiziere, Väter, Polizeiinspektoren, Adelige, Kardinäle und andere Respektspersonen. Dreimal trat Percy Marmont in den 1930er Jahren auch in Filmen von Alfred Hitchcock auf. Für den kleinen Part des Kardinals Wolsey in Sacha Guitrys „Die Perlen der Krone“ ging Marmont 1937 nach Frankreich. Im Laufe dieses Jahrzehnts kehrte Percy Marmont wieder zur Bühne zurück und wirkte nur noch vereinzelt und bisweilen in größeren Abständen in Filmen – selten in Haupt-, vorwiegend in Nebenrollen – mit. In den 1950er Jahren konnte man ihn auch in der einen oder anderen Fernsehinszenierung sehen. Nach zehn Jahren Kameraabstinenz kehrte der hochbetagte Künstler 1968 mit dem Part des Richters Sir Matthew Gregory in dem Ray-Milland-Kriminalfilm „Hostile Witness – Im Netz gefangen“ letztmals vor die Kamera zurück.
Mit seiner Frau Dorothy hatte Marmont zwei Töchter: Patricia Marmont (1921–2020), die später Filmschauspielerin sowie Schauspielagentin wurde und zeitweise mit ihrem Kollegen Nigel Green in einer Ehe war; und Pamela (1923–1999), die Theaterschauspielerin und mit dem Darsteller Moray Watson verheiratet war.

## Filmografie (kleine Auswahl)
- 1916: De Voortrekkers
- 1917: The Monk and the Woman
- 1918: Rose of the World
- 1918: The Lie
- 1919: The Vengeance of Durand
- 1920: The Branded Woman
- 1921: Love’s Penalty
- 1921: Wife Against Wife
- 1922: The First Woman
- 1922: Married People
- 1923: Wenn der Winter kommt… (If Winter Comes)
- 1923: The Midnight Alarm
- 1923: Broadway Broke
- 1924: Die Frau, die betrogen wurde (The Shooting of Dan McGrew)
- 1924: The Enemy Sex
- 1924: The Clean Heart
- 1924: Broken Laws
- 1924: Idle Tongues
- 1925: Nur eine Frau (Just a Woman)
- 1925: Ägyptische Nächte (Infatuation)
- 1925: Fine Clothes
- 1925: Lord Jim (Lord Jim)
- 1926: Glückliche Jugend (Fascinating Youth)
- 1926: Aloma, die Blume der Südsee (Aloma of the South Seas)
- 1926: Der Weiberfeind (Mantrap)
- 1927: The Stronger Will
- 1928: San Francisco Nights
- 1928: Ossi hat die Hosen an
- 1928: The Warning
- 1928: Yellow Stockings
- 1929: The Silver King
- 1930: The Squeaker
- 1930: Cross Roads
- 1930: Ariane (nur brit.-franz. Version)
- 1931: The Written Law
- 1931: Endlich sind wir reich (Rich and Strange)
- 1932: The Silver Greyhound
- 1932: Blind Spot
- 1935: White Lilac
- 1935: Vanity
- 1936: Der Geheimagent (Secret Agent)
- 1936: David Livingstone
- 1936: The Captain’s Table (auch Regie)
- 1936: Conquest of the Air
- 1937: Jung und unschuldig (Young and Innocent)
- 1937: Die Perlen der Krone (Les perles de la couronne)
- 1937: Action For Slander
- 1939: The Unquiet Spirit (Fernsehfilm)
- 1941: Der Gouverneur von Pennsylvanien (Penn of Pennsylvania)
- 1941: Those Kids From Town
- 1943: I‘ll Walk Beside You
- 1945: Loyal Heart
- 1947: Swiss Honeymoon
- 1948: No Orchids For Miss Blandish
- 1949: Dark Secret
- 1952: The Gambler and the Lady
- 1952: Four-Sided Triangle
- 1953: Liebling der Frauen (Monsieur Ripois / Knave of Hearts)
- 1953: Sein größter Bluff (The Million Pound Note)
- 1954: Thought to Kill
- 1955: Zwischen Haß und Liebe (Footsteps in the Fog)
- 1956: Geheimzentrale Lissabon (Lisbon)
- 1958: Tom Barnardo (Fernsehfilm)
- 1968: Hostile Witness – Im Netz gefangen (Hostile Witness)